# La Belle Captive
Pour plus de détails, voir Fiche technique et Distribution.
La Belle Captive est un film français réalisé par Alain Robbe-Grillet, sorti en 1983.

## Synopsis
Walter a des visions fantasques : au cours d'une soirée, il croise une femme énigmatique et envoûtante : Marie-Ange. Il la retrouvera étendue sur la route, ensanglantée alors même qu'il partait en mission, comme mandaté par l'ange de mort personnifié par Sara, une motarde séduisante et péremptoire. Comme dans un cauchemar où des scènes bégayeraient, Walter est en prise à des événements surréalistes, dignes d'un tableau de Magritte qui virerait au Goya. Et quand Marie-Ange disparaît, c'est la trace de sa morsure sur son cou qui le pavoise. Autant d'indices attirent nécessairement la police qui tourne à la milice, même si les neurosciences constitueraient l'explication la plus résolutive.

## Fiche technique
- Titre : La Belle Captive
- Réalisation : Alain Robbe-Grillet
- Scénario et dialogues : Alain Robbe-Grillet et Frank Verpillat
- Photographie : Henri Alekan
- Montage : Bob Wade
- Musique : Duke Ellington, Franz Schubert
- Décors : Gilles Roland Guerber
- Accessoiriste  : Philippe Hubin
- Décoratrice et ensemblière : Florence Lamouche
- Décoration : Didier Stravritch
- Producteur : Anatole Dauman
- Société de production : Argos Films, FR3
- Société de distribution : Argos Films
- Pays de production :  France
- Langue : Français
- Format : Couleur (Eastmancolor) — 35 mm — 1,66:1 — Son : Mono
- Genre : fantastique
- Durée : 90 minutes
- Date de sortie : 1983

## Distribution
- Daniel Mesguich : Walter Raim
- Gabrielle Lazure : Marie-Ange van de Reeves
- Cyrielle Clair : Sara Zeitgeist
- Daniel Emilfork : l'inspecteur Francis
- Roland Dubillard : le professeur van de Reeves
- François Chaumette : Dr. Morgentodt
- Gilles Arbona : le barman
- Arielle Dombasle : la femme hystérique
- Jean-Claude Leguay : le cycliste
- Nancy Van Slyke : la serveuse
- Denis Fouqueray :  la voix du valet
- Michel Auclair : la voix-off de Walter